# 주니어 시사통
《주니어 시사통》은 2007년 8월에 창간한 어린이용 테마 시사 월간지이다. 
한솔교육에서 발행한다. 다양한 시사 상식을 어린이의 눈높이에 맞게 편집하여 구성한 잡지이다. 어린이들이 교과서에서 배우기 힘든 세계 곳곳의 역사, 사회, 문화 등의 사회탐구 지식이 두루 담겨 있다. 독서 토론식 초등논술 교육 프로그램 《주니어 플라톤》의 자매지이다. 여러 가지 회사 사정으로 인하여 2008년 12월 호를 마지막으로 출간이 중단되었다.